# Torre de Tronquedo
La torre de Tronquedo localizada en Andrín, Llanes (provincia de Asturias, España), está considerada una edificación bajomedieval, fechable en los siglos XIV-XV. 
Sobre la misma no se halla referencia alguna en la documentación medieval, circunstancia que impide datar con exactitud la época de su construcción. Son así las características formales de la misma, las que apuntan la cronología tardomedieval de la misma. 
La construcción de la torre habría que encuadrarla en las luchas de bandos protagonizadas por los linajes nobiliarios en Asturias durante la Baja Edad Media. En este sentido, la torre, que fue propiedad de la poderosa casa local de los duques de Estrada, habría servido a este linaje como baluarte defensivo -desde su estratégico emplazamiento se domina todo el valle llanisco de Mijares- y centro de control y almacenamiento de las rentas señoriales. 
Tras la pérdida de sus iniciales funciones, se produjo el paulatino derrumbe de la torre y su ocultamiento bajo la vegetación. En las últimas décadas, la labor de denuncia de su estado de abandono y ruina propiciaron los trabajos de limpieza y consolidación llevados a cabo en la misma a comienzos de los años 90. 

## Descripción
La torre tiene planta cuadrada. Se conserva el primer piso y parte del segundo. Como materiales constructivos presenta mampostería caliza en los paramentos, con mucha argamasa de cal y arena y sillares labrados en los remates de las esquinas y los enmarques de los vanos. Sus muros, de escaso grosor, no superan los 0,85 metros, lo que parece descartar la posibilidad de que la torre, a semejanza de otros ejemplos asturianos, tuviera una tercera planta. La piedra empleada en su construcción bien pudo haber sido sacada del cueto calizo que se localiza frente a la fachada sur de la torre, detrás del muro de mampostería que cierra la finca de la torre. Este cueto está fragmentado, mostrando una zanja delantera -cubierta de vegetación y maleza-, a modo de foso defensivo, carácter en el que abunda el propio emplazamiento del foso, situado frente a la puerta de ingreso de la torre, que se abre en la fachada sur. Este foso vendría a paliar la vulnerabilidad que presenta la torre en este flanco y que, en realidad, afecta a todas sus fachadas, salvo la cara norte, situada sobre pendientes crestones calizos. 
En la fachada norte de la torre, la mejor conservada, se superponen tres pisos de ventanas. El más bajo está formado por tres saeteras. Sobre este se dispone una tronera -pequeña ventana adintelada-, desplazada hacia el este, del lienzo, que ocupa una posición intermedia entre la saetera central y la situada a su derecha en la primera altura de vanos. El último piso recibe los vanos mayores: Dos ventanas de arco de medio punto monolítico, una en posición central y la otra alineada con la saetera de la planta baja situada hacia el oeste. Estas ventanas forman pequeñas cortejadoras al interior. 
Estos vanos en arco de medio punto aparecen también en el tercer piso del lienzo este de la torre, donde hay tres ventanas, una de las cuales tan sólo conserva una jamba y el alféizar. Las dos alturas de vanos inferiores se resuelven con sendas saeteras, entre las que no hay correspondencia espacial. Otras dos saeteras son visibles en la planta baja del fragmento de paramento que se mantiene en pie en la fachada oeste.
Por su parte, la fachada sur acoge la puerta de ingreso. Desplazada hacia el oeste, está levantada sobre el nivel del suelo exterior y da acceso directo a la primera planta de la torre, rasgo que la diferencia del sistema tradicional de ingreso empleado en las torres rurales asturianas, a través de la segunda planta, y la acerca, por el contrario, a las torres urbanas, con entrada desde la calle. Es de arco apuntado, con dovelaje de sillares bien escuadrados. A su derecha se abre una saetera, sobre la que hay una ventanita de arco apuntado monolítico, de labra más tosca que las restantes de igual tipología. Su situación, a una distancia considerable de nivel del suelo interior, hace pensar en la existencia en esta parte de una escalera interior.